# Lucio Corsi
Lucio Corsi (Grosseto, 15 de octubre de 1993) es un cantautor italiano. Representó a Italia en el festival de Eurovisión 2025.

## Trayectoria artística
Nacido en Grosseto, creció cerca del pueblo de Vetulonia y se mudó a Milán después de graduarse del liceo scientifico en 2012.
Lanzó su primer EP Vetulonia Dakar en 2014 y en el mismo año firmó con Picicca Dischi. En 2015, lanzó el segundo EP Altalena Boy; ambos discos fueron reimpresos en un álbum titulado Altalena Boy / Vetulonia Dakar el 16 de enero de 2015, distribuido por Sony Music.
Su primer álbum en estudio Bestiario musicale, un álbum conceptual sobre los animales de la Maremma, fue lanzado el 27 de enero de 2017 por Picicca Dischi. Comenzó a posar como modelo para la campaña "Crucero 2018" de Gucci en el Palacio Pitti el 29 de mayo de 2017, y participó en el proyecto "Roman Rhapsody" del estilista Alessandro Michele y el fotógrafo Mick Rock. El 17 de enero de 2020 lanzó su segundo álbum Cosa faremo da grandi? con el sello Sugar Music.
Participó en el Festival de la Canción de San Remo 2025 con el tema Volevo essere un duro, clasificándose en segunda posición en la final. En el mismo festival, Corsi se llevó el "Premio de la crítica Mia Martini" Asimismo, tras la renuncia de Olly, ganador del Festival de San Remo, a representar a Italia en el Festival de la Canción de Eurovisión 2025, Lucio Corsi aceptó hacerlo.

## Discografía

### Álbumes
- 2015: Altalena Boy / Vetulonia Dakar
- 2017: Bestiario musicale
- 2020: Cosa faremo da grandi?
- 2023: La gente che sogna
- 2025: Volevo essere un duro

### Sencillos
- 2019: «Cosa faremo da grandi?»
- 2020: «Freccia Bianca»
- 2020: «Trieste»
- 2023: «Astronave giradisco / La bocca della verità»
- 2023: «Magia nera / Orme»
- 2023: «Radio Mayday»
- 2024: «Tu sei il mattino»
- 2025: «Volevo essere un duro»
- 2025: «Situazione complicata»

### Colaboraciones
- 2016: «Il cuore va nell'organico» con Margherita Vicario